# Onager (osel)

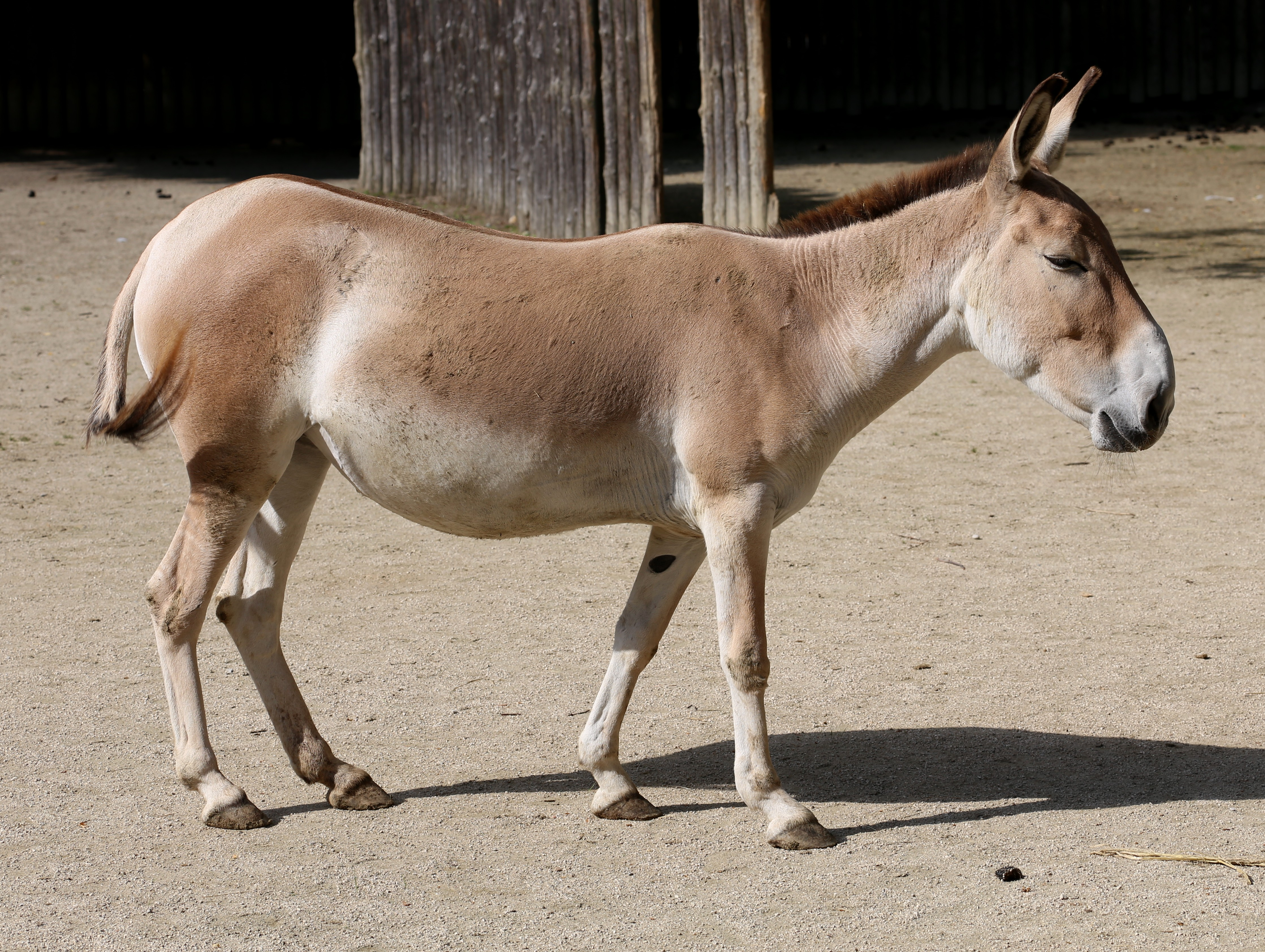
Onager

Onager (Equus hemionus onager) je nejohroženějším poddruhem osla asijského. Přirozeně se vyskytuje v Íránu. Ve volné přírodě žije asi 600 onagerů.

## Popis
Ve srovnání s jinými poddruhy osla asijského je onager menší a srst má světlejší. Na zádech mají světle hnědý pruh, který je výraznější oproti jeho písečně zbarvené srsti. Podél hřbetního pruhu má dva tenké bílé proužky. Boky, břicho a srst v oblasti hýždí jsou zbarveny bíle. Během zimy mají srst delší a zbarvenou více došeda. Během tohoto období kontrastuje bílá srst na břiše s okolní srstí mnohem více. Rozdíly mezi samci a samicemi nejsou příliš patrné, ale samci jsou o něco málo větší. Samci dosahují délky až 2 metrů, výšky v kohoutku pak okolo 150 cm. Hmotnost samce se pohybuje kolem 250 kg.

## Chování
Každý ze samců si hlídá svůj harém samic. Březost trvá 11 měsíců. Většina porodů se odehrává od dubna do září. Samice rodí 1 mládě, které s matkou zůstává až do svých 2 let.
Onager je pravděpodobně nejrychlejší ze všech koňovitých. Dokáže běžet rychlostí až 70 km/hod. Pokud je k dispozici, onageři spásají trávu. Pokud je trávy málo, živí se i bylinami, nebo listím stromů či keřů. Největší aktivitu projevují za úsvitu a za soumraku, když je ještě relativně chladno. Vodu většinou získávají z potravy, ale přesto se vždy drží ve vzdálenosti do 30 km od nejbližšího vodního zdroje. Nejvíce vody potřebují kojící samice.

## Rozšíření a stanoviště
Obývají horské stepi, polopouště a pouštní pláně. Největší populace onagerů se nachází v národním parku Khar Turan. V roce 2003 bylo několik onagerů vypuštěno do volné přírody Saúdské Arábie, kde kdysi žil dnes již vyhubený poddruh osla asijského ašdari (Equus hemionus hemippus). V roce 1968 bylo 11 onagerů a kulanů (Equus hemionus kulan) převezeno do Izraele výměnou za gazely obecné (Gazella gazella). Dnes žije v pohoří Har Negev stabilní populace asi 200 těchto hybridů.

## V kultuře
Osel asijský byl pro svou rychlost a odolnost obdivován starověkými Peršany. Perský král Bahrám V. z dynastie Sásánovců měl dokonce přezdívku Gor, což je perské pojmenování onagera, údajně pro svou zálibu v obtížném lovu těchto zvířat. Podle tohoto zvířete byla pojmenována také starověká zbraň onager, což byl typ katapultu. Původ názvu bývá vysvětlován tak, že pohyb páky katapultu během vystřelu připomínal kopnutí vyhazujícího divokého osla.

## Chov v zoo
V ČR je nyní chován pouze v ZOO Ostrava, ale dříve byl chován i v Zooparku Chomutov. V Ostravě se nyní nachází 1 samec, 4 chovné samice a jedna mladá samička.
Ve světových ZOO je nyní chováno přibližně 80 těchto zvířat.